# Mesosa nomurai
Mesosa nomurai là một loài bọ cánh cứng trong họ Cerambycidae.